# Берковска духовна околия
Берковската духовна околия е околия и архиерейско наместничество с център град Берковица е част от Видинската епархия на Българската православна църква.

## Храмове
- „Рождество Богородично“, Берковица, 1848 г.
- „Свети Николай Чудотворец“, Берковица, 1871 г.

## Манастири
- Клисурски манастир „Св. св. Кирил и Методий“, мъжки, 12 век.
- Лопушански манастир „Свети Йоан Предтеча“, мъжки, 10 век.
- Чипровски манастир „Свети Йоан Рилски“, мъжки, 10 век.